# Thomas Stangassinger
Thomas Stangassinger, né le 15 septembre 1965 à Bad Dürrenberg, est un skieur alpin autrichien, champion olympique de slalom en 1994 à Lillehammer..

## Palmarès

### Jeux Olympiques
| Épreuve / Édition | Calgary 1988 | Albertville 1992 | Lillehammer 1994 | Nagano 1998 |
| Slalom            | DNF          | 9e               | Or               | 6e          |
| Combiné           | 9e           |                  |                  |             |

### Championnats du monde
| Épreuve / Édition | Vail 1989 | Saalbach 1991 | Morioka 1993 | Sierra Nevada 1996 | Sestrière 1997 | Vail 1999 |
| Slalom            | 9e        | Argent        | Bronze       | DNF                | 6e             | 6e        |

### Coupe du monde
- Meilleur résultat au classement général : 9e en 1997.
- Vainqueur de la coupe du monde de slalom en 1999.
- 10 victoires (10 en Slalom) pour un total de 37 podiums.

#### Différents classements en coupe du monde
| Saison / Épreuve | Saison / Épreuve | Général | Général | Slalom | Slalom | Géant  | Géant  | Combiné | Combiné |
| ---------------- | ---------------- | ------- | ------- | ------ | ------ | ------ | ------ | ------- | ------- |
| Saison / Épreuve | Saison / Épreuve | Class.  | Points  | Class. | Points | Class. | Points | Class.  | Points  |
| 1985             | 1985             | 36e     | 49      | 18e    | 26     | 49e    | 3      | 12e     | 20      |
| 1986             | 1986             | 73e     | 15      | 32e    | 15     | -      | -      | -       | -       |
| 1987             | 1987             | 52e     | 18      | 18e    | 18     | -      | -      | -       | -       |
| 1988             | 1988             | 33e     | 42      | 11e    | 42     | -      | -      | -       | -       |
| 1989             | 1989             | 39e     | 32      | 13e    | 31     | 37e    | 1      | -       | -       |
| 1990             | 1990             | 23e     | 65      | 11e    | 56     | 29e    | 9      | -       | -       |
| 1991             | 1991             | 13e     | 80      | 5e     | 80     | -      | -      | -       | -       |
| 1992             | 1992             | 38e     | 257     | 10e    | 257    | -      | -      | -       | -       |
| 1993             | 1993             | 16e     | 362     | 3e     | 362    | -      | -      | -       | -       |
| 1994             | 1994             | 17e     | 452     | 2e     | 452    | -      | -      | -       | -       |
| 1995             | 1995             | 31e     | 265     | 11e    | 265    | -      | -      | -       | -       |
| 1996             | 1996             | 46e     | 166     | 12e    | 166    | -      | -      | -       | -       |
| 1997             | 1997             | 9e      | 670     | 2e     | 670    | -      | -      | -       | -       |
| 1998             | 1998             | 12e     | 539     | 2e     | 517    | -      | -      | -       | -       |
| 1999             | 1999             | 11e     | 566     | 1er    | 566    | -      | -      | -       | -       |
| 2000             | 2000             | 24e     | 369     | 5e     | 369    | -      | -      | -       | -       |

#### Détail des victoires
| Saison / Épreuve | Slalom                        | Total |
| 1990             | Mont Sainte-Anne              | 1     |
| 1993             | Veysonnaz                     | 1     |
| 1994             | Park City Kitzbühel           | 2     |
| 1997             | Shigakogen                    | 1     |
| 1998             | Park City Veysonnaz Kitzbühel | 3     |
| 1999             | Aspen Sierra Nevada           | 2     |
| Total            | 10                            | 10    |